# Microrregión de Alfenas
La microrregión de Alfenas es una de las  microrregiones del estado brasileño de Minas Gerais perteneciente a la mesorregión  sur y Sudoeste de Minas. Su población fue estimada en 2006 por el IBGE en 230.411 habitantes y está dividida en doce municipios. Posee un área total de 4.987,469 km².

## Municipios
- Alfenas
- Alterosa
- Areado
- Carmo do Rio Claro
- Carvalhópolis
- Conceição da Aparecida
- Divisa Nova
- Fama
- Machado
- Paraguaçu
- Poço Fundo
- Serrania

- Datos: Q2234304